# Чемпионат России по плаванию 2025
Чемпионат России по плаванию 2025 года прошёл с 13 по 18 апреля 2025 года в шестой раз подряд во Дворце водных видов спорта (Казань).
Турнир являлся отборочным для участия в чемпионате мира 2025 года в Сингапуре.
Был установлен один рекорд России на дистанции 100 метров баттерфляем — Андрей Минаков проплыл за 50,82 секунды.

## Призёры

### Мужчины
| Дистанция                        | Золото                                                                                                   | Золото   | Серебро                                                                            | Серебро  | Бронза                                                                                   | Бронза   |
| -------------------------------- | --- | -------- | ---------------------------------------------------------------------------------- | -------- | ---------------------------------------------------------------------------------------- | -------- |
| 50 м вольным стилем              | Егор Корнев Санкт-Петербург                                                                              | 21.43    | Климент Колесников Москва                                                          | 21.88    | Павел Самусенко Мурманская область                                                       | 21.96    |
| 100 м вольным стилем             | Егор Корнев Санкт-Петербург                                                                              | 47.55    | Андрей Минаков Татарстан                                                           | 48.16    | Владислав Гринёв Москва                                                                  | 48.17    |
| 200 м вольным стилем             | Михаил Довгалюк Москва                                                                                   | 1:47.39  | Иван Гирёв Московская область Роман Акимов Московская область                      | 1:47.45  | не вручалась                                                                             |          |
| 400 м вольным стилем             | Егор Бабинич Московская обл. — Ярославская обл.                                                          | 3:48.71  | Николай Колесников Москва                                                          | 3:49.16  | Роман Котов Санкт-Петербург                                                              | 3:50.28  |
| 800 м вольным стилем             | Александр Степанов Санкт-Петербург                                                                       | 7:49.36  | Андрей Филипец Ростовская область                                                  | 7:52.97  | Иван Моргун Волгоградская область                                                        | 7:54.46  |
| 1500 м вольным стилем            | Александр Степанов Санкт-Петербург                                                                       | 15:05.69 | Андрей Филипец Ростовская область                                                  | 15:07.78 | Иван Моргун Волгоградская область                                                        | 15:09.11 |
|                                  | |          |                                                                                    |          |                                                                                          |          |
| 50 м на спине                    | Климент Колесников Москва                                                                                | 23.90    | Павел Самусенко Мурманская область                                                 | 24.01    | Мирон Лифинцев Санкт-Петербург                                                           | 24.51    |
| 100 м на спине                   | Климент Колесников Москва                                                                                | 52.04    | Мирон Лифинцев Санкт-Петербург                                                     | 52.15    | Павел Самусенко Мурманская область                                                       | 52.40    |
| 200 м на спине                   | Дмитрий Савенко Калужская область                                                                        | 1:55.91  | Алексей Ткачёв Санкт-Петербург                                                     | 1:58.16  | Артём Норкин Москва                                                                      | 1:58.64  |
|                                  | |          |                                                                                    |          |                                                                                          |          |
| 50 м брассом                     | Кирилл Пригода Санкт-Петербург                                                                           | 26.70    | Иван Кожакин Магаданская область                                                   | 26.84    | Андрей Николаев Калужская область                                                        | 27.36    |
| 100 м брассом                    | Кирилл Пригода Санкт-Петербург                                                                           | 59.40    | Данил Семьянинов Москва                                                            | 59.65    | Иван Кожакин Магаданская область                                                         | 1:00.14  |
| 200 м брассом                    | Кирилл Пригода Санкт-Петербург                                                                           | 2:08.55  | Александр Жигалов Кемеровская область                                              | 2:09.21  | Алексей Сударев Санкт-Петербург                                                          | 2:10.74  |
|                                  | |          |                                                                                    |          |                                                                                          |          |
| 50 м баттерфляем                 | Олег Костин Нижегородская область                                                                        | 23.15    | Егор Юрченко Тюменская область                                                     | 23.16    | Роман Шевляков Санкт-Петербург                                                           | 23.26    |
| 100 м баттерфляем                | Андрей Минаков Татарстан                                                                                 | 50.82    | Михаил Антипов Новосибирская область                                               | 51.25    | Роман Шевляков Санкт-Петербург                                                           | 51.28    |
| 200 м баттерфляем                | Александр Кудашев Самарская область                                                                      | 1:56.26  | Роман Шевляков Санкт-Петербург                                                     | 1:57.79  | Герман Зажирский Московская область                                                      | 1:58.39  |
|                                  | |          |                                                                                    |          |                                                                                          |          |
| 200 м комплексное плавание       | Илья Бородин Брянская обл.                                                                               | 1:58.56  | Алексей Сударев Санкт-Петербург                                                    | 1:58.92  | Михаил Щербаков Ставропольский край                                                      | 1:59.46  |
| 400 м комплексное плавание       | Илья Бородин Брянская обл.                                                                               | 4:11.39  | Максим Ступин Москва                                                               | 4:13.94  | Алексей Сударев Санкт-Петербург                                                          | 4:14.39  |
|                                  | |          |                                                                                    |          |                                                                                          |          |
| 4×100 м эстафета вольным стилем  | Санкт-Петербург Егор Корнев Василий Кукушкин Алексей Павлов Александр Щёголев                            | 3:14.29  | Москва Илья Захариков Пётр Жихарев Николай Колесников Владислав Гринёв             | 3:16.15  | Новосибирская область Даниил Марков Арсений Десятов Максим Абловацкий Михаил Антипов     | 3:17.29  |
| 4×200 м эстафета вольным стилем  | Москва Михаил Довгалюк Николай Колесников Даниил Пузанов Пётр Жихарев                                    | 7:12.71  | Санкт-Петербург Александр Щёголев Роман Котов Александр Аксеновских Алексей Павлов | 7:15.03  | Московская область Иван Гирёв Виталий Нечаев Александр Степанов Роман Акимов             | 7:16.19  |
| 4×100 м комбинированная эстафета | Санкт-Петербург Мирон Лифинцев (52.52) Кирилл Пригода (58.50) Роман Шевляков (50.71) Егор Корнев (47.86) | 3:28.49  | Москва Климент Колесников Данил Семьянинов Егор Прошин Владислав Гринёв            | 3:34.90  | Новосибирская область Данил Закожурников Олег Плотников Михаил Антипов Максим Абловацкий | 3:38.48  |

### Женщины
| Дистанция                        | Золото                                                                                          | Золото   | Серебро                                                                                         | Серебро  | Бронза                                                                                   | Бронза   |
| -------------------------------- | ----------------------------------------------------------------------------------------------- | -------- | ----------------------------------------------------------------------------------------------- | -------- | ---------------------------------------------------------------------------------------- | -------- |
| 50 м вольным стилем              | Александра Кузнецова Санкт-Петербург                                                            | 24.80    | Арина Суркова Новосибирская область                                                             | 24.94    | Алина Гайфутдинова Татарстан                                                             | 25.00    |
| 100 м вольным стилем             | Дарья Клепикова Воронежская обл.                                                                | 53.53    | Дарья Трофимова Новосибирская область                                                           | 54.17    | Александра Кузнецова Санкт-Петербург                                                     | 54.28    |
| 200 м вольным стилем             | Дарья Клепикова Воронежская обл.                                                                | 1:58.05  | Ксения Мишарина Москва                                                                          | 1:58.59  | Дарья Сурушкина Санкт-Петербург                                                          | 1:59.17  |
| 400 м вольным стилем             | Софья Дьякова Татарстан                                                                         | 4:06.50  | Ксения Мишарина Москва                                                                          | 4:09.58  | Анна Егорова ХМАО-Югра                                                                   | 4:12.82  |
| 800 м вольным стилем             | Софья Дьякова Татарстан                                                                         | 8:24.93  | Ксения Мишарина Москва                                                                          | 8:28.69  | Анна Егорова ХМАО-Югра                                                                   | 8:29.47  |
| 1500 м вольным стилем            | Ксения Мишарина Москва                                                                          | 16:04.21 | Арина Пантина Ярославская область                                                               | 16:30.39 | Полина Козякина Волгоградская область                                                    | 16:35.36 |
|                                  |                                                                                                 |          |                                                                                                 |          |                                                                                          |          |
| 50 на спине                      | Алина Гайфутдинова Калужская область                                                            | 27.62    | Мария Осетрова Белгородская область                                                             | 28.26    | Милана Степанова Санкт-Петербург                                                         | 28.48    |
| 100 на спине                     | Алина Гайфутдинова Калужская область                                                            | 1:00.14  | Милана Степанова Санкт-Петербург                                                                | 1:00.57  | Виктория Машкина Приморский край                                                         | 1:00.92  |
| 200 на спине                     | Дарья Зарубенкова Новосибирская область                                                         | 2:10.44  | Милана Степанова Санкт-Петербург                                                                | 2:10.46  | Рената Гайнуллина Санкт-Петербург                                                        | 2:11.51  |
|                                  |                                                                                                 |          |                                                                                                 |          |                                                                                          |          |
| 50 м брассом                     | Евгения Чикунова Санкт-Петербург                                                                | 30.72    | Юлия Ефимова Москва                                                                             | 30.83    | Ралина Гилязова Татарстан                                                                | 31.18    |
| 100 м брассом                    | Евгения Чикунова Санкт-Петербург                                                                | 1:06.13  | Юлия Ефимова Москва                                                                             | 1:06.88  | Ралина Гилязова Татарстан                                                                | 1:08.03  |
| 200 м брассом                    | Евгения Чикунова Санкт-Петербург                                                                | 2:20.36  | Анастасия Шиленкова Тульская область                                                            | 2:27.06  | Виктория Карюк Санкт-Петербург                                                           | 2:27.47  |
|                                  |                                                                                                 |          |                                                                                                 |          |                                                                                          |          |
| 50 м баттерфляем                 | Мария Осетрова Белгородская область                                                             | 25.79    | Арина Суркова Новосибирская область                                                             | 25.84    | Дарья Татаринова Санкт-Петербург                                                         | 26.11    |
| 100 м баттерфляем                | Светлана Чимрова Санкт-Петербург                                                                | 58.12    | Серафима Фокина Волгоградская область                                                           | 58.55    | Полина Малахова Калужская область                                                        | 58.63    |
| 200 м баттерфляем                | Серафима Фокина Волгоградская область                                                           | 2:10.46  | Светлана Чимрова Санкт-Петербург                                                                | 2:11.62  | Анастасия Колпакова Татарстан                                                            | 2:12.65  |
|                                  |                                                                                                 |          |                                                                                                 |          |                                                                                          |          |
| 200 м комплексное плавание       | Анастасия Сорокина Краснодарский край                                                           | 2:13.14  | Ирина Звягинцева Санкт-Петербург                                                                | 2:13.17  | Виктория Таранникова Московская область                                                  | 2:15.37  |
| 400 м комплексное плавание       | Ирина Звягинцева Санкт-Петербург                                                                | 4:42.52  | Анастасия Сорокина Краснодарский край                                                           | 4:47.60  | Виктория Блинова Удмуртия                                                                | 4:49.33  |
|                                  |                                                                                                 |          |                                                                                                 |          |                                                                                          |          |
| 4×100 м эстафета вольным стилем  | Санкт-Петербург Дарья Сурушкина Милана Степанова Яна Шакирова Александра Кузнецова              | 3:38.71  | Воронежская область Дарья Клепикова Александра Цветковская Анастасия Саратова Анастасия Маркова | 3:42.46  | Москва Мария Полещук Дарья Муллакаева Алиса Захарова Василиса Малаева                    | 3:43.49  |
| 4×200 м эстафета вольным стилем  | Воронежская область Анастасия Саратова Анастасия Маркова Александра Цветковская Дарья Клепикова | 8:02.62  | Санкт-Петербург Милана Степанова Александра Кузнецова Ирина Звягинцева Дарья Сурушкина          | 8:05.86  | Москва Ксения Мишарина Дарья Муллакаева Мария Ларкина Ольга Клименко                     | 8:06.66  |
| 4×100 м комбинированная эстафета | Санкт-Петербург Милана Степанова Евгения Чикунова Светлана Чимрова Александра Кузнецова         | 3:58.94  | Москва Вероника Пугачёва Юлия Ефимова Варвара Хвесюк Дарья Муллакаева                           | 4:03.69  | Новосибирская область Полина Теплоухова Элла Дёмина Анастасия Дуплинская Дарья Трофимова | 4:08.48  |

### Смешанные соревнования
| Дистанция                        | Золото                                                                              | Золото  | Серебро                                                                 | Серебро | Бронза                                                                                      | Бронза  |
| -------------------------------- | ----------------------------------------------------------------------------------- | ------- | ----------------------------------------------------------------------- | ------- | ------------------------------------------------------------------------------------------- | ------- |
| 4×100 м эстафета вольным стилем  | Санкт-Петербург Василий Кукушкин Александр Щёголев Дарья Сурушкина Дарья Устинова   | 3:27.62 | Москва Николай Колесников Илья Захариков Мария Полещук Дарья Муллакаева | 3:28.20 | Воронежская область Роман Жидков Виталий Кривенченко Дарья Клепикова Александра Цветковская | 3:28.69 |
| 4×100 м комбинированная эстафета | Санкт-Петербург Мирон Лифинцев Кирилл Пригода Светлана Чимрова Александра Кузнецова | 3:45.11 | Москва Артём Норкин Юлия Ефимова Сергей Страхов Мария Полещук           | 3:50.03 | Калужская область Дмитрий Савенко Владислав Герасименко Полина Малахова Виктория Макарова   | 3:50.48 |